# Geophila hirta
Geophila hirta är en måreväxtart som beskrevs av Pieter Willem Korthals. Geophila hirta ingår i släktet Geophila och familjen måreväxter. Inga underarter finns listade i Catalogue of Life.